# Qazaqstan Prem'er Ligasy 2012
La Qazaqstan Prem'er Ligasy 2012 è stata la 21ª edizione della massima divisione del calcio kazako. La stagione è iniziata il 9 marzo e si è conclusa il 28 ottobre. Lo Şaxter ha vinto il titolo per la seconda volta consecutiva.

## Novità
Il numero delle squadre è salito da 12 a 14: per questo è stata modificata la formula, eliminando la seconda fase.

Il Vostok è stato retrocesso dopo essersi piazzato all'ultimo posto nella stagione 2011. Dalla Birinşi Lïga sono state promosse Sūnqar, Oqjetpes e Aqjajyk.
La Lokomotıv Astana ha cambiato nome in Astana.

## Formula
Le 14 squadre partecipanti si sono affrontate in un girone di andata e ritorno, per un totale di 26 giornate.

La squadra campione del Kazakistan ha il diritto a partecipare alla UEFA Champions League 2013-2014 partendo dal secondo turno di qualificazione.

Le squadre classificate al secondo e terzo posto sono ammesse alla UEFA Europa League 2013-2014 partendo dal primo turno di qualificazione.

La vincitrice della Coppa nazionale è ammessa alla UEFA Europa League 2013-2014 partendo dal secondo turno di qualificazione.

Le ultime due classificate sono retrocesse direttamente in Birinşi Lïga.

## Squadre partecipanti
| Club              | Città       | Stadio                         | Posizione 2011           |
| ----------------- | ----------- | ------------------------------ | ------------------------ |
| Aqjaıyq           | Oral        | Stadio Petr Atoyan             | 4º posto in Birinşi Lïga |
| Aqtöbe            | Aqtöbe      | Stadio Central'nyj             | 3º posto                 |
| Astana            | Astana      | Astana Arena                   | 4º posto                 |
| Atyrau            | Atyrau      | Stadio Munajši                 | 10º posto                |
| Ertis             | Pavlodar    | Stadio Central'nyj             | 5º posto                 |
| Jetisu            | Taldyqorǧan | Stadio Jetysw                  | 2º posto                 |
| Qairat            | Almaty      | Stadio Centrale                | 11º posto                |
| Oqjetpes          | Kökšetau    | Stadio Oqjetpes                | 2º posto in Birinşi Lïga |
| Ordabasy          | Šymkent     | Stadio Qajımuqan Muñaýtpasov   | 6º posto                 |
| Qaisar            | Qyzylorda   | Stadio Gany Muratbayev         | 8º posto                 |
| Sūnqar            | Qaskeleng   | Stadio Tauelsizdik 10 zhyldygy | 1º posto in Birinşi Lïga |
| Shahter Qaraǵandy | Qaraǧandy   | Stadio Şaxter                  | Campione                 |
| Taraz             | Taraz       | Stadio Central'nyj             | 9º posto                 |
| Tobyl             | Qostanaj    | Stadio Central'nyj             | 7º posto                 |

## Classifica
|                       | Pos. | Squadra           | Pt | G  | V  | N | P  | GF | GS | DR  |
| --------------------- | ---- | ----------------- | -- | -- | -- | - | -- | -- | -- | --- |
| Kazakistan (bandiera) | 1.   | Shahter Qaraǵandy | 53 | 26 | 17 | 2 | 7  | 48 | 15 | +33 |
|                       | 2.   | Ertis             | 51 | 26 | 15 | 6 | 5  | 46 | 20 | +26 |
|                       | 3.   | Aqtöbe            | 50 | 26 | 15 | 5 | 6  | 44 | 22 | +22 |
|                       | 4.   | Taraz             | 46 | 26 | 14 | 4 | 8  | 32 | 30 | +2  |
|                       | 5.   | Astana            | 46 | 26 | 13 | 7 | 6  | 34 | 24 | +10 |
|                       | 6.   | Tobyl             | 45 | 26 | 13 | 6 | 7  | 42 | 27 | +15 |
|                       | 7.   | Ordabasy          | 39 | 26 | 10 | 9 | 7  | 29 | 24 | +5  |
|                       | 8.   | Aqjaıyq           | 34 | 26 | 10 | 4 | 12 | 34 | 39 | -5  |
|                       | 9.   | Qaisar            | 30 | 26 | 8  | 6 | 12 | 21 | 33 | -12 |
|                       | 10.  | Qairat            | 29 | 26 | 7  | 8 | 11 | 23 | 34 | -11 |
|                       | 11.  | Atyrau            | 27 | 26 | 7  | 6 | 13 | 16 | 32 | -16 |
|                       | 12.  | Jetisu            | 23 | 26 | 6  | 5 | 15 | 27 | 45 | -18 |
|                       | 13.  | Sūnqar            | 23 | 26 | 5  | 8 | 13 | 16 | 31 | -15 |
|                       | 14.  | Oqjetpes          | 11 | 26 | 3  | 2 | 21 | 20 | 56 | -36 |

Legenda:

      Campione del Kazakistan e ammessa alla UEFA Champions League 2013-2014

      Ammesse alla UEFA Europa League 2013-2014

      Retrocesse in Birinşi Lïga 2013

## Risultati
|               | Aqj  | Aqt  | Ast  | Aty  | Ert  | Jet  | Kai  | Oqj  | Ord  | Qaý  | Sun  | Şax  | Tar  | Tob  |
| ------------- | ---- | ---- | ---- | ---- | ---- | ---- | ---- | ---- | ---- | ---- | ---- | ---- | ---- | ---- |
| Aqjajyk       | –––– | 1-0  | 0-1  | 3-1  | 0-1  | 2-2  | 1-2  | 2-1  | 1-1  | 0-0  | 1-1  | 0-1  | 3-0  | 2-1  |
| Aqtöbe        | 3-4  | –––– | 2-1  | 1-0  | 1-0  | 4-0  | 1-1  | 5-2  | 0-0  | 2-0  | 2-1  | 1-0  | 4-1  | 0-1  |
| Astana        | 2-1  | 1-0  | –––– | 5-0  | 2-2  | 1-0  | 2-1  | 1-4  | 1-0  | 3-0  | 0-0  | 1-0  | 0-2  | 1-1  |
| Atyrau        | 0-1  | 0-0  | 1-0  | –––– | 0-2  | 2-1  | 2-0  | 1-0  | 2-3  | 0-1  | 1-0  | 0-2  | 0-0  | 1-1  |
| Ertis         | 3-1  | 1-2  | 3-0  | 0-0  | –––– | 3-0  | 1-0  | 3-0  | 3-0  | 1-1  | 4-0  | 1-0  | 1-1  | 4-1  |
| Jetisw        | 1-2  | 1-1  | 1-1  | 1-0  | 1-2  | –––– | 2-1  | 1-0  | 0-1  | 5-2  | 1-1  | 1-5  | 2-0  | 1-1  |
| Kairat Almaty | 2-1  | 0-3  | 0-2  | 1-1  | 0-0  | 1-0  | –––– | 3-0  | 1-1  | 1-1  | 1-3  | 0-1  | 2-1  | 1-0  |
| Oqjetpes      | 0-3  | 1-4  | 1-3  | 1-2  | 1-4  | 1-0  | 0-0  | –––– | 1-2  | 2-2  | 0-2  | 0-2  | 3-1  | 0-1  |
| Ordabası      | 2-0  | 1-1  | 0-0  | 1-1  | 2-1  | 4-1  | 0-0  | 1-0  | –––– | 1-0  | 3-1  | 0-1  | 1-3  | 2-0  |
| Qaýsar        | 1-2  | 0-2  | 0-1  | 1-0  | 2-0  | 1-0  | 1-1  | 1-0  | 2-1  | –––– | 2-1  | 1-0  | 1-2  | 1-2  |
| Sūnqar        | 1-0  | 0-1  | 1-1  | 0-0  | 0-1  | 1-0  | 0-2  | 3-1  | 0-0  | 0-0  | –––– | 0-2  | 0-1  | 0-0  |
| Şaxter        | 3-1  | 2-0  | 0-1  | 4-0  | 0-1  | 5-1  | 4-1  | 4-0  | 1-1  | 3-0  | 2-0  | –––– | 1-0  | 3-0  |
| Taraz         | 3-2  | 1-0  | 1-1  | 0-1  | 3-2  | 1-3  | 2-1  | 2-0  | 2-1  | 1-0  | 1-0  | 1-1  | –––– | 1-0  |
| Tobol         | 6-0  | 2-2  | 3-2  | 1-0  | 2-2  | 2-1  | 4-0  | 3-1  | 1-0  | 2-0  | 4-0  | 3-1  | 0-1  | –––– |

## Classifica marcatori
| Gol |  |  | Giocatore            | Squadra           |
| --- |  |  | -------------------- | ----------------- |
| 14  |  |  | Ulugbek Bakaev       | Ertis             |
| 10  |  |  | Tañat Nöserbayev     | Astana            |
| 10  |  |  | Ihar Zjan'kovič      | Aqjaıyq           |
| 8   |  |  | Bawırjan Jolşïyev    | Tobyl             |
| 8   |  |  | Edin Junuzović       | Jetisu            |
| 7   |  |  | Mansour Gueye        | Ordabasy          |
| 7   |  |  | Gediminas Vičius     | Shahter Qaraǵandy |
| 7   |  |  | Däwrenbek Täjimbetov | Ordabasy          |
| 7   |  |  | Sergej Strukov       | Tobyl             |

## Verdetti
- Campione:  Shahter Qaraǵandy
- In UEFA Champions League 2013-2014:  Shahter Qaraǵandy (al secondo turno di qualificazione)
- In UEFA Europa League 2013-2014:  Astana (al primo secondo di qualificazione)  Ertis,  Aqtöbe (al primo turno di qualificazione)
- Retrocesse in Birinşi Lïga:  Sūnqar,  Oqjetpes